# قانون اساسی ترکیه

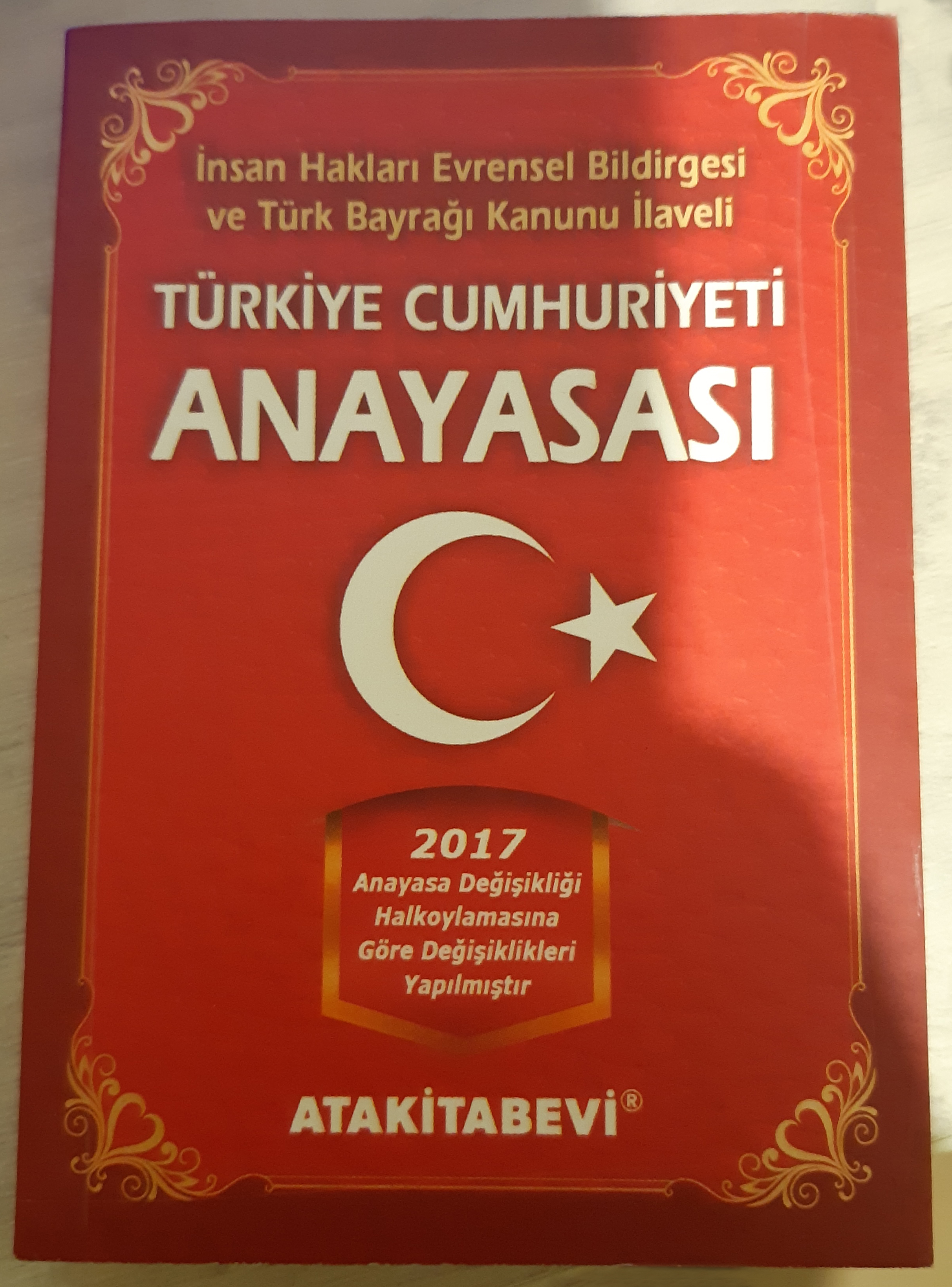
نمایی از یک‌نسخه قانون اساسی ترکیه چاپ ۲۰۱۷

قانون اساسی ترکیه (به ترکی استانبولی: Türkiye Cumhuriyeti Anayasası) عالی‌ترین متن قانونی در کشور ترکیه است.
این قانون پس از کودتای ارتش ترکیه در ۱۲ سپتامبر ۱۹۸۲ توسط مجلس مؤسسان تدوین و در شورای امنیت ملی تأیید شد و در انتها در همه‌پرسی به تصویب مردم این کشور رسید.
حزب حاکم عدالت و توسعه به همراه حزب حرکت ملی می‌کوشند تا اصلاحات مورد نظر خود را با محوریت تبدیل نظام پارلمانی به ریاستی در قانون اساسی به همه‌پرسی بگذارند. این همه‌پرسی در ۲۰۱۷ برگزار شد.

## تاریخچه
نخستین قانون اساسی امپراتوری عثمانی در سال ۱۸۷۶ تصویب شد و در سال ۱۹۰۸ بازنگری شد.
از زمان پایه گذاری دولت مدرن ترکیه تحت ۴ سند مدیریت شده است:
- قانون اساسی ۱۹۲۱
- قانون اساسی ۱۹۲۴
- قانون اساسی ۱۹۶۱
- قانون اساسی کنونی ۱۹۸۲

قانون اساسی کنونی در تداول کودتای نظامی ۱۹۸۰-۱۹۸۳ مردمی رفراندم پذیرفته شد.  از زمان پذیرفتن در سال ۱۹۸۲، قانون اساسی امروزی بر بسیاری از رویدادها و تغییرات اصلی در جمهوری ترکیه نظارت داشته است و بارها برای همگامی با شرایط ژئوپلیتیک جهانی و  ناحیه ای اصلاح گردیده شده.  اصلاحات عمده در سال ۲۰۱۰ صورت گرفت. اصلاحیه جزئی ماده ۵۹ در خصوص ابزارهای مجاز برای اعتراض به «تصمیم های فدراسیون های ورزشی در مورد مدیریت و نظم و انضباط فعالیت های ورزشی» در اسفند ۱۳۹۰ صورت گرفت. بعد از  همه پرسی قانون اساسی ۲۰۱۷، تغییرات اساسی همچون تغییر نظام پارلمانی در ترکیه به نظام ریاست جمهوری اعمال گردید.

## اصول
در مقدمه قانون اساسی ترکیه اصولی که در پرتو آن‌ها این قانون تدوین یافته و برای تفسیر آن شایسته «احترامی در خور وفاداری مطلق» است، در جملاتی کلی معرفی شده‌اند؛
- ناسیونالیسم مورد نظر آتاتورک که «رهبر ابدی، قهرمان بی‌همتا و مؤسس جمهوری ترکیه» نامیده شده و اصلاحات و اصول انجام شده توسط او.[۵]
- تلاش برای «سعادت و خوشبختی مادی و معنوی مردم ترکیه[۶] و تضمین دستیابی به سطح تمدن امروزین به عنوان عضوی کامل و قابل احترام از خانواده بزرگ ملت‌های جهان».
- منشأ مردمی مشروعیت حکومت و انتقال حاکمیت از سوی ملت به ارگان‌های مشخص شده در قانون اساسی[۷] مانند؛
  - ماده ۷. از سوی ملت ترک قدرت قانون‌گذاری به مجلس اعلای ملی ترکیه واگذار شده‌است. این قدرت قابل انتقال نیست.
  - ماده ۸. از سوی ملت ترک قدرت قضائی به دادگاه‌های مستقل واگذار شده‌است.
- لزوم جدایی دین از سیاست[۵]
- ترکی زبان رسمی کشور است، پرچم ترکیه متشکل است از هلال ماه و ستاره سفید بر زمینه قرمز. سرود ملی «مارش استقلال» نام دارد و پایتخت کشور آنکارا است.[۸]
- لزوم رضایت اشخاص برای انجام آزمایش‌های علمی و پزشکی.[۹]

## نقد

### حقوق قومی
قانون اساسی ۱۹۸۲ به عنوان محدودکننده فرهنگی و سیاسی اشخاصی آزادی در مقایسه با قانون اساسی ۱۹۶۱ مورد انتقاد واقع گردیده.  بر اساس قرارداد لوزان که جمهوری ترکیه را پایه گذاری نمود، از دید قانونی، تنها اقلیت‌ها یونانیان، ارمنی و یهودیان می باشند.  همچنین دارای امتیازات ویژه ای هستند که بر اساس قرارداد برای سایر جوامع قومی به رسمیت شناخته نشده است.  به سخنان اتحادیه اروپا، قانون اساسی حقوق اساسی جمعیت کرد را منع می کند، چون برخی از مواد، به اختصاص ماده ۴۲، بر ضد حقوق اقلیت می باشد. کمیسیون اروپا بر ضد نژادپرستی و عدم تحمل (یی سی آر آی) سومین اعلامیه خود را در باره ترکیه در فوریه ۲۰۰۵ انتشار کرد. این کمیسیون این موضع را گرفته است که پارلمان باید "ماده ۴۲" این قانون را اصلاح نمایند.  قانون اساسی، که تعلیم دادن هر زبانی غیر از ترکی را به عنوان زبان اول در مدارس ممنوع می کند. قانون اساسی ترکیه اصل اجازه ندادن تعلیم دادن زبان های نظیر به عنوان زبان اول در مدارس برای شهروندان آن، غیر از زبان رسمی از جانب اتحادیه اروپا مورد انتقاد واقع شده . کردها که ۱۰ تا ۲۰ درصد از جمعیت ترکیه را ایجاد می کنند، به دلیل این ماده مجوزی ندارد به زبان مادری خود تعلیم ببینند.
تا به امروز چرکسی، کردی، زازا، لزی زبان‌ها را می‌توان تحت عنوان درس در برخی از مدارس دولتی انتخاب نمود. از سال ۲۰۰۳، دوره های خصوصی آموزش زبان های اقلیت ها می تواند عرضه شود، ولی برنامه درسی، انتصاب دبیران، و معیارهای ثبت نام در معرض محدودیت های قابل توجهی می باشد.  کل دوره های خصوصی کردی در سال ۲۰۰۵ به علت موانع اداری و عدم تمایل کردها به پرداخت هزینه برای یادگیری زبان مادری تعطیل گردید." در سال ۲۰۱۵، تنها ۲۸ مدرسه زبان کردی را به عنوان یک دوره انتخابی عرضه نمودند. همچنین، نه مدارس خصوصی و نه دولتی هنوز مجاز به استفاده از زبان کردی یا زبان های نظیری غیر از ترکی به عنوان زبان اول نیستند.

## قوانین
بر اساس قانون اساسی ترکیه، توهین به شخصیت آتاتورک جرم محسوب می‌شود.
بر اساس قانون اساسی ترکیه، رئیس‌جمهور باید بالای ۴۰ سال، دارای مدرک عالی دانشگاهی با گذراندن دوره‌ٔ تحصیلی دست‌کم ۴ ساله باشد.